# アイオワ大学
アイオワ大学（University of Iowa）は、アメリカ合衆国アイオワ州のアイオワシティにある州立大学。1847年創立で、州内最古かつ生徒の数で二番目の規模を持つ大学である。アイオワ州の旗艦大学に位置付けられている。大学の正式名称はState University of Iowa。エイムズにあるアイオワ州立大学（英語：Iowa State University）とは異なる。
全米の州立大学のうちアイビーリーグと同質の教育を受けられるパブリック・アイビーの一校に数えられており、全米において優秀な研究機関並びに教育機関を持つ一流校のみが加盟を許される アメリカ大学協会60校の一つでもある。

## 歴史

### 開校と初期の歴史
アイオワ大学は、アイオワ州がアメリカ合衆国になってからわずか59日後の1847年2月25日に設立された。アイオワ州憲法では、アイオワシティに「他のいかなる場所にも支部を持たない」州立大学を設立することになっている。
大学の正式名称はアイオワ州立大学（State University of Iowa）だが、1964年10月に理事会が日常的に使用するアイオワ大学（University of Iowa）の使用を承認した。
1855年3月、最初の教授らは、現在シーショア・ホールがある旧メカニクス・ビルで学生たちに指導を開始した。
1855年9月には124人の学生がおり、米国公立大学で初めて女性の入学を認めたため、そのうち41人が女子学生だった。
1856-57年の学則には、古代語、現代語、知的哲学、道徳哲学、歴史、自然史、数学、自然哲学、化学の9学科があった。初代学長はエイモス・ディーンである。
当初、キャンパスは、アイオワ旧議事堂と、それが建っていた10エーカー（40,000m2）（4.05ヘクタール）の土地で構成されていた。

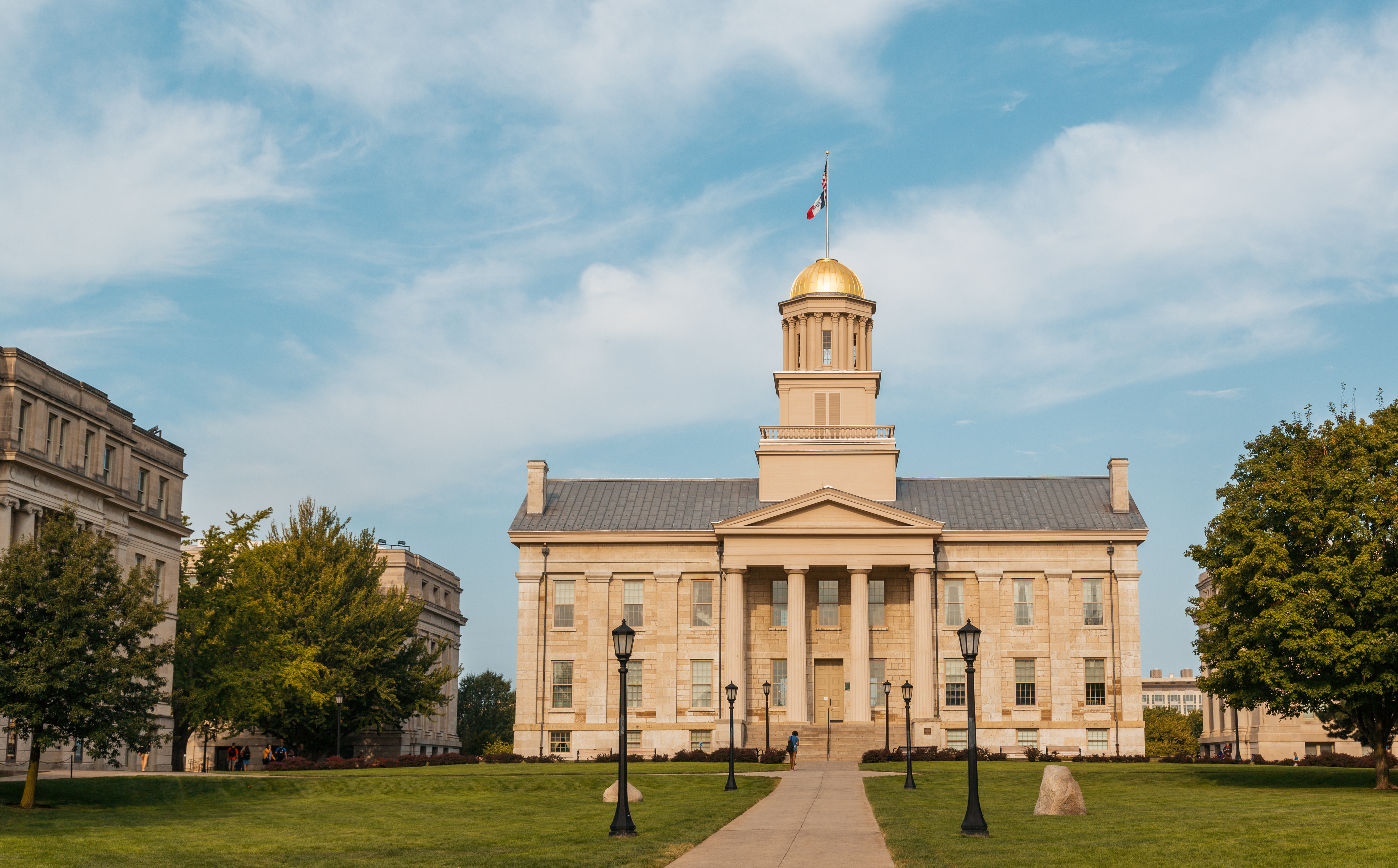
オールドキャピトル博物館

1840年7月4日の礎石据付後、アイオワ州第5議会（1842年12月5日）を経て、1846年12月28日にアイオワ州最初の議事堂となった。それまでは、アイオワ準州の第3代議事堂であった。1857年にアイオワ州の州都がデモインに移ると、オールドキャピタルは大学の最初の「本拠地」となった。
1855年には、アメリカで初めて男女平等に入学させた公立大学となった。
また、アイオワは世界で初めて、演劇、執筆、音楽、美術などの創作活動を学術研究と同等に受け入れた大学でもある。

### 20世紀から現在
1922年、カール・シーショアの指導のもと、アイオワはアメリカで初めて、芸術作品を大学院の学位論文として認めるようになった。従来、大学院では学術論文の執筆をもって学位の最終要件としていたが、詩集、作曲、一連の絵画などの創作物を、学位取得の要件として大学院に提出することを認めた。このため、美術修士の学位取得のための創作基準を確立し、作家や芸術家のアカデミズムにおける居場所を確保した。アイオワ・ライターズ・ワークショップとして世界的に知られる同大学のクリエイティブ・ライティング・プログラムは、1936年、詩と小説の作家を集めて設立さ れた。全米初のクリエイティブ・ライティング・プログラムであり、300以上のライティング・プログラムの原型となり、その多くがワークショップの卒業生によって設立された。ワークショップは、現在もアメリカで最も権威のあるクリエイティブ・ライティング・プログラムであり、あらゆる種類の大学院プログラムの中で最も選抜されたプログラムの一つで、通常、入学志願者の5％未満しか入学できない。
ミシシッピ川以西で最初の法科大学院と歯科大学院を設立した。1932年に教育にラジオ放送（後にテレビに発展）を使用した最初の大学であり、統一学力試験の分野で先駆者となった。 また、1966年には、アフリカ系アメリカ人を副学長に昇進させた最初のビッグテン大学だった 。 
1970年、ゲイ、レズビアン、バイセクシャル、トランスジェンダー、アライド・ユニオンを認めた最初の州立大学である。

1991年11月1日、学内で銃乱射事件が発生した。この銃撃事件で犯人を含む6人が死亡し、他に1人が負傷した。米国史上、最も死者が多い大学構内銃乱射事件の一つである。
2008年夏、アイオワ川の洪水によりキャンパスの大半が水没し、20以上の建物に被害を与えた。洪水が収まって数週間後、大学当局は洪水の被害について2億3175万ドルと推定している。その後、大学は修理に約7億4300万ドルかかると試算した。再建と改修には10年を要したが、悲劇を繰り返さないことを願い、いくつかの予防策を講じた。
2015年、アイオワ州議会は、サリー・メイソンの後任として、学術行政の経験が乏しいビジネスコンサルタントであるブルース・ハレルドを学長に選出した。議会がハレルドを選んだことは、彼の企業での経歴、高等教育機関を率いた経歴のなさ、調査プロセスに関する状況などから、アイオワ州のキャンパスで批判と論争を引き起こした 。理事会は、大学に対する州の支援が減少している時代にハレルドがコストを抑え、授業料以外の新しい収入源を見つけることができるという考えを基に決定したと述べた。

## キャンパス
キャンパス内をアイオワ川が流れており、西地区と東地区に分かれている。

## スポーツ
アイオワ大学のスポーツ・チームは、アイオワ州の別称、ホークアイ・ステート（Hawkeye State）にちなんでホークアイズ（Hawkeyes）と呼ばれ、NCAAのディビジョンI（アメリカンフットボールはディビジョンI-A）において最も歴史があり、アカデミックとアスレチックの両方で評価の高いのビッグ・テン・カンファレンスに属している。特にレスリングでは1978年から1986年まで連続して全米チャンピオンとなった名門校であり、2024年パリオリンピックでは57キロフリースタイルにSpencer Leeか内定されている。カレッジフットボールや体操（とくに女子）でも強豪として知られている。カレッジフットボールでは常にAP Pollランキングで全米25位以内に位置している。また、毎年複数人のフットボールプレイヤーをNFLに排出しており、サンフランシスコ49ersのタイトエンドのジョージ•キトルのように全米で注目される選手が多数いる。アイオワ・フットボールのトラディションで敵味方関係なくスタジアムにいる全ての人が、隣接するUniversity of Iowa Stead Family Children's Hospitalに手を振る"Iowa Wave"はカレッジフットボールでは最も賞賛されているトラデションである。女子バスケではNCAAディビジョンIにおける男女通算最多得点記録保持者であり、カレッジスポーツ史上最高の選手の一人と評されているケイトリンクラークが2024年3月までプレイ。その後、2024年WNBAドラフト一位指名を受け、インディアナ・フィーバーズで活躍中。

## 教員
- ペース・ニールセン - 数学者
- フィリップ・ロス - 小説家
- ジェームズ・ヴァン・アレン - 物理学者
- カート・ヴォネガット - 小説家
- グラント・ウッド - 画家
- ナンシー・C・アンドレアセン - 神経科学者

## 主な卒業生
- 有江幹男 - 工学者、北海道大学・北海道工業大学（元学長、名誉教授）
- 田村哲 - 気象学者、米国気象庁、東京高等師範学校（現、筑波大学）教授
- 福岡捷二 - 工学者、中央大学教授、元国土交通省社会資本整備審議会会長
- 本間正義 - 経済学者、東京大学大学院農学生命科学研究科教授
- テネシー・ウィリアムズ - 作家
- オズワルド・ヴェブレン - 数学者
- メアリー・ベス・ハート - 女優
- アシュトン・カッチャー (中退) - 俳優
- ジェームズ・ヴァン・アレン - 物理学者（アメリカ初の人工衛星の設計者）
- ドナルド・グルネット - 物理学者（ボイジャー衛星による太陽系探索）
- ジョン・アーヴィング - 作家
- ジョージ・ニッセン - トランポリン競技の創始者
- ゴードン・ウィリアム・プランゲ - 歴史学者　占領下の日本における出版物を収集したプランゲ文庫を遺した。
- レジナルド・ゴリッジ - 地理学者。大学院修了。アンカー・ポイント理論を提唱。
- イーユン・リー - 作家。大学院（免疫学、創作）修了。
- トム・ジョーンズ - 作家
- テリー・ブランスタッド - 政治家。駐中華人民共和国大使、前アイオワ州知事。